# Pedro Guerrero (obispo)
Pedro Guerrero (Leza de Río Leza, 1501 – Granada, 2 de abril de 1576), también conocido como Pedro Guerrero de Logroño, fue un teólogo, sacerdote católico español, arzobispo de Granada.

## Biografía

### Familia y nacimiento
Único hijo varón de los cuatro que hubo del matrimonio formado por Catalina Fernández y Diego Guerrero, familia de labradores honrados y modestos, Pedro Guerrero nació en Leza, una pequeña población ubicada en las faldas de la sierra de Cameros a cuyos pies corre el río homónimo en la actual provincia de La Rioja, un día indeterminado de 1501.

### Formación

#### Primaria en Leza
No se conservan documentos que permitan conocer cómo fue la formación primaria de Pedro Guerrero. Es de suponer que se ajustaría a los usos formativos de principios del siglo XVI en Castilla para una familia con pocos recursos y que aprendiera a leer y escribir, las cuatro reglas y rudimentos de catecismo en el ámbito parroquial de su localidad natal, en la escuela municipal de Leza, si la hubo, y pudiera ser que con influencia del cercano Monasterio de San Prudencio de Monte Laturce.

#### Secundaria en Sigüenza
Con doce años de edad, en 1513, sale de Leza para iniciar los estudios de Gramática en Sigüenza de la mano de su tío, monje jerónimo, probablemente junto a los novicios de orden de san Jerónimo que en la época se formaban en el convento, colegio y hospital de San Antonio de Portaceli, o quizá en el Estudio anejo a la catedral seguntina. Allí estudiaría latín como materia básica, así como Geografía, Historia, Matemáticas, Filosofía y Retórica, y quizá otras materias de tipo religioso o eclesiástico, en un contexto cultural renacentista pero todavía anclado en el medievo en muchos aspectos.

#### Universitaria en Alcalá
En algún momento comprendido entre 1516 y 1520, aconsejado por sus padres, y seguramente con influencia de sus maestros en Sigüenza y de su propia ambición, se traslada a Alcalá de Henares para iniciar o continuar los estudios en Artes en la universidad cisneriana. Entre 1519 y 1523, siguió cuatro cursos de Artes, estudiando Súmulas, Dialéctica, Lógica, Física y Metafísica, en un ambiente universitario fuertemente influenciado por las nuevas corrientes filosóficas de la época, entre las que el erasmismo cobraba singular importancia. Por su biblioteca conservada, se sabe que Pedro Guerrero fue lector de Erasmo, aunque algunos autores opinan que, salvo en su afán de reforma de la Iglesia, no hay en él ningún otro rasgo de esta corriente filosófica. Recibió lecciones del famoso doctor Ciruelo y probablemente de Domingo de Soto entre 1521 y 1522. Durante estos años conoció y entabló una amistad íntima y duradera con san Juan de Ávila, que influiría notablemente en su espiritualidad y trayectoria.
Finalizados los estudios correspondientes hacia 1523, Pedro Guerrero debió graduarse como bachiller en Artes, aunque no consta documentalmente tal circunstancia ni está claro si lo obtuvo en Alcalá o en Sigüenza. Seguidamente, si es que no lo había hecho con anterioridad, inició los estudios de Teología en la Universidad de Alcalá como colegial del colegio de la Madre de Dios, en el que permaneció hasta completar un curso de Teología.

#### Universitaria en Sigüenza
A partir de 1524 se encuentra nuevamente en el colegio de San Antonio de Portaceli, para el que había logrado el 24 de mayo de 1524, a propuesta del cabildo catedral, una beca que correspondía al obispado de Calahorra.
En este periodo obtuvo el grado de maestro en Artes, equivalente al de doctor, que le permitía ejercer la docencia en las universidades.
Entre los maestros de Pedro Guerrero en la Universidad de Sigüenza cabe destacar la figura de Miguel Sánchez de la Parra, bachiller en Artes por la Universidad de Salamanca, que había sido inquisidor en Cuenca y que venía enseñando en la cátedra de Sigüenza desde 1495.

#### Universitaria en Salamanca
El 9 de diciembre de 1529, Pedro Guerrero obtiene por oposición una beca para ocho años, proveída por el colegio mayor de San Bartolomé, el más célebre de los colegios de Salamanca y de toda España, cuyos colegiales venían ocupando los más altos puestos en las magistraturas tanto eclesiásticas como civiles.
Entre 1529 y 1535 Pedro Guerrero fue discípulo de Francisco de Vitoria y asistió a sus lecciones o a las de Domingo de Soto, el viejo amigo y compañero de Alcalá ahora convertido en dominico profeso, cuando este sustituía al anciano maestro a causa de su debilitada salud.
Tras cumplir con los requisitos establecidos, la Universidad de Salamanca le otorgó el grado de licenciado en Teología en un claustro solemne celebrado el 3 de octubre de 1534, y el 8 de octubre siguiente, tras pasar con el voto favorable de todos jueces las pruebas de suficiencia, obtenía el grado de magisterio equivalente, en Teología, al de doctor, terminando de esta forma la carrera como estudiante Pedro Guerrero.

### Docencia
Para conseguir la licenciatura en Teología era necesario haber explicado por lo menos cinco cursos en la facultad de Artes, faceta docente a la que se aplicó Pedro Guerreo dictando dictando 58 lecciones entre 1529 y 1530. Lógicamente lo haría a los alumnos del primer curso, es decir explicando Súmulas, leyendo el texto de Pedro Hispano hasta finales de noviembre, y otras materias desde esta fecha hasta el final del curso que solía durar hasta el 8 de septiembre.
El 27 de junio de 1530 el claustro de la universidad le otorgó la cátedra de Partes de Santo Tomás, tras una oposición ganada frente a otros dos candidatos, lo que le permitió seguir dando clases hasta enero de 1532, fecha en la que quedó vacante la cátedra de Nominales a la que Pedro Guerrero opositó, ganó y ocupó hasta el 10 de abril de 1535 en que se declaró vacante, poniendo final a la docencia y a la estancia de Pedro Guerrero en Salamanca.
Convocada la vacante de la cátedra de Prima de Teología de la Universidad de Sigüenza, Pedro Guerrero vio la oportunidad de dar estabilidad a su carrera consiguiendo una cátedra en propiedad además de volver a Sigüenza, ciudad en la que se había forjado sobre todo su espiritualidad y carrera sacerdotal. A partir del 22 de junio de 1535 realizó los ejercicios de la oposición, a la que también se habían presentado otros dos doctores, colegiales de San Antonio de Portaceli. El 13 de julio siguiente fue elegido unánimemente catedrático de Prima de Teología, tomando posesión de la cátedra e impartiendo su primera lección inmediatamente.

### Trayectoria eclesiástica
No han trascendido las fechas en que Pedro Guerrero recibió las órdenes sacerdotales. Por los requisitos exigidos para acceder a los grados universitarios se pueden deducir algunas fechas aproximadas en las que Pedro Guerrero recibió algunos grados del orden sacerdotal. Antes de mayo de 1524 habría recibido la tonsura, ya que era requisito indispensable para ser colegial en un colegio mayor universitario. En 1535, al licenciarse en Salamanca estaba ordenado de subdiácono.

#### Canónigo magistral de Sigüenza
Por medio de una bula del papa Inocencio VIII el colegio de San Antonio de Portaceli tenía agregada a su la cátedra de prima de Teología, la canonjía magistral de Sigüenza. Correspondía pues a Pedro Guerrero la prebenda catedralicia al haber obtenido la cátedra. Pero por diversos motivos habían surgido conflictos entre el cabildo catedral y colegio Portaceli en la provisión de las canongía. Así, apoyándose en una bula de Sixto IV que lo autorizaba a proveer el cargo, el cabildo había elegido al maestro Cebasllos de la Peña canónigo magistral, elección que fue anulada por el cardenal-obispo García de Loaysa al mismo tiempo que requería al deán para dar posesión del cargo a Pedro Guerrero. Se originó un conflicto entre el cabildo, por una parte y el colegio Portaceli, apoyado por el cardenal Loaysa y el propio Emperador, durante el cual se llegó a desobedecer las órdenes reales e incluso se llegó a la violencia física, que no se solucionó hasta cuatro años más tarde, cuando se llegó a un acuerdo por las partes para dar la posesión de la canonjía magistral a Pedro Guerrero cuando se produjese una vacante en el cabildo que ocuparía Ceballos, a cambio de la renuncia del Colegio a la provisión de otras canonjías. Finalmente, Pedro Guerrero tomó posesión como canónigo magistral de Sigüenza el 18 de febrero de 1539.

#### Canónigo magistral de Cuenca
Habiendo quedado vacante la canonjía magistral de Cuenca en el verano de 1545, Pedro Guerrero opositó a la misma el 17 de octubre del mismo año y la obtuvo sin dificultad. El cabildo era favorable a concedérsela sin oposición debido a la fama de buen maestro y orador que tenía. Obtenida la posesión de la canonjía volvió a Sigüenza con permiso del cabildo, para arreglar sus asuntos antes de residir en Cuenca. Mediante prórroga de este permiso o dilaciones en su cumplimiento, Pedro Guerrero no llegó a residir en Cuenca nunca. El 13 de septiembre de 1546, conocido ya su nombramiento para la sede de Granada y sin esperar a la posesión de la misma, renunció a la canonjía magistral de Cuenca.

#### Arzobispo de Granada
La sede de Granada quedó vacante por el nombramiento de Fernando Niño como obispo de Sigüenza. No la aceptó el agustino fray Francisco de Nieva y entonces el Emperador se la ofreció a san Juan de Ávila, que tampoco aceptó, pero acompañando a su negativa la propuesta de que se nombrara para la sede granadina a su antiguo condiscípulo de la Universidad de Alcalá e íntimo amigo Pedro Guerrero. Contando con otros apoyos y opiniones favorables, entre ellos posiblemente también el de Domingo de Soto, viejo amigo de los tiempos de Alcalá y Salamanca, finalmente Paulo III expidió un breve el 15 de octubre de 1546 nombrándolo arzobispo de Granada. Tomó posesión de la sede por poderes el 20 de noviembre del mismo año y fue consagrado el 27 de febrero de 1547 por Fernando Niño y Zapata, arzobispo al que sustituía, e hizo la entrada en Granada en fecha sin determinar a principios del mismo año.
Desde el comienzo de su pontificado, contó con la ayuda de san Juan de Ávila, que se la proporcionaba mediante consejos, advertencias y escritos, por medio de cartas y también personalmente durante el primer semestre de 1548, en la que al parecer fue la única visita del santo a Granada siendo arzobispo Guerrero.

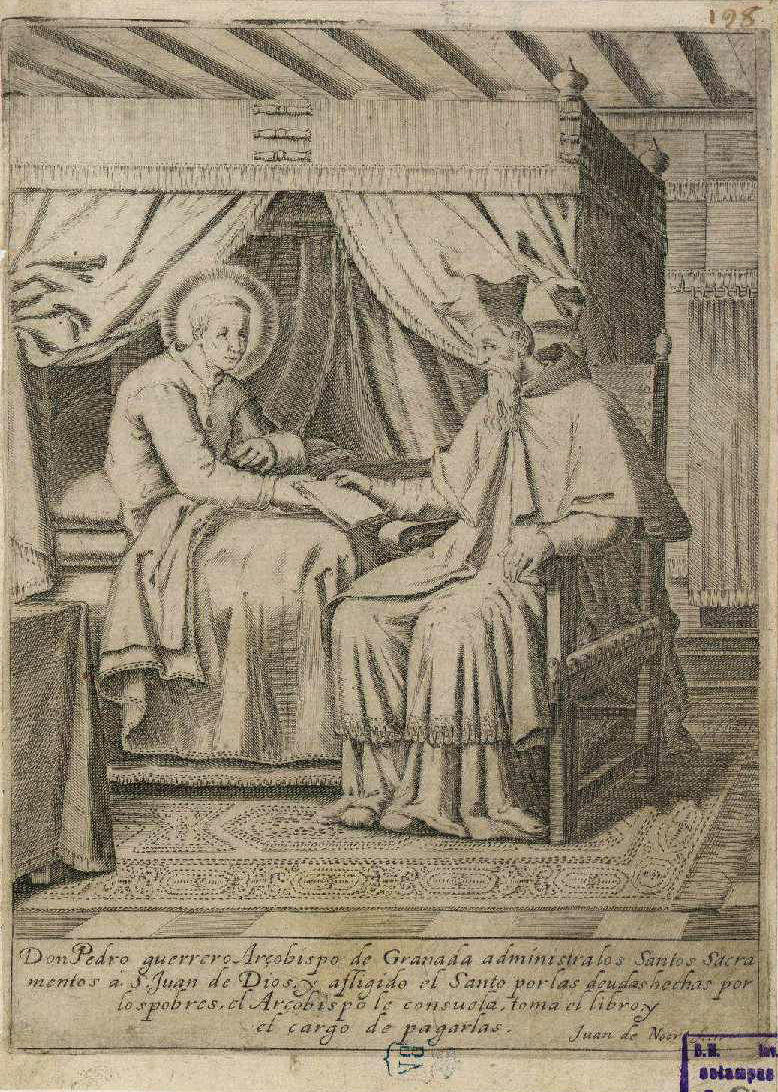
Pedro Guerrero administrando los últimos sacramentos a san Juan de Dios, estampa aguafuerte de Juan de Noort conservada en la Biblioteca Nacional, Madrid.

Ayudó a pobres y enfermos y apoyó a San Juan de Dios en las obras asistenciales que este llevaba a cabo en Granada. Favoreció el establecimiento del hospital creado por el santo en las casas que habían dejado libres los jerónimos al trasladarse al nuevo monasterio, y asumió la protección del mismo, a partir de su muerte en marzo de 1550.

##### Concilio de Trento
Pedro Guerrero fue designado por el Emperador para asistir a la segunda etapa del Concilio de Trento. Al aceptar el encargo, el arzobispo Guerrero quiso que lo acompañara san Juan de Ávila, pero este se excusó por la enfermedad que padecía y en cambio le redactó un memorial sobre las reformas del estado eclesiástico que una vez presentado fue muy bien recibido por los padres conciliares.

###### Primer viaje
Haciéndose acompañar por su secretario, el teólogo Juan de Fonseca, que posteriormente sería obispo de Guadix, por el Canónigo magistral de Granada Francisco de Toro y por el fraile jerónimo Francisco de Villalva, antiguo alumno y ahora colaborador cercano en la evangelización de los moriscos, emprendió el viaje el 4 de marzo de 1551. Entró en Francia por Navarra y tomó contacto con la compleja realidad religiosa del sur del país, fuertemente influenciada por las ideas de la Reforma, sobre todo por Calvino, que Pedro Guerrero conocía bien por sus estudios y lecturas. Encontrando que muchos obispos estaban ausentes de sus sedes por temor a los calvinistas, que habían empezado a atacar templos e imágenes, no dudaba en celebrar y predicar aun con riesgo para su propia vida. 
Llegó a Trento el primero de mayo de 1551 y enseguida le encomendaron junto a otros prelados ordenar los decretos y cánones de la sesión XIII sobre la eucaristía, entre otros cometidos.  
Suspendido el concilio en abril de 1552 por la amenaza de las tropas del elector Mauricio de Sajonia, que avanzaban sobre el Tirol, Pedro Guerrero aún permaneció en Italia cinco meses esperando la reanudación de las sesiones conciliares. Viendo que la Guerra no terminaba se embarcó en Génova el 26 de noviembre y tras un azaroso viaje por mar hasta Alicante, que continuó por tierra hasta Granada, donde entró de regreso el 20 de enero de 1553.

###### Segundo viaje
Convocados nuevamente los prelados por bulas de 29 de diciembre de 1560 para reanudar el concilio el 18 de enero de 1562, Pedro Guerrero partió de Granada el 20 de agosto de 1561. Nuevamente hizo el viaje por tierra, pasando por Navarra a Francia, predicando y confrontando con protestantes por los sitios por donde pasaba, llegando a estar en peligro su vida en la Universidad de Toulouse, donde también disertó en apoyo del arzobispo local.
Durante el desarrollo de las sesiones preliminares, Pedro Guerrero fue reconocido como cabeza del grupo español.
Terminado y cerrado el concilio el 4 de diciembre de 1563, regresó por tierra a su sede, pasando por Roma para visitar al papa y luego por Costanza, Basilea y París, donde se entrevistó con Carlos IX y su madre Catalina de Médici. Continuó el viaje pasando por Madrid para entrevistarse con Felipe II, darle cuenta de los asuntos del concilio y del mensaje que le había encargado el rey de Francia. Llegó a Granada el primero de mayo de 1564. 

##### Pontificado entre 1553 y 1561
Del desarrollo del pontificado de Pedro Guerrero durante los ocho años y medio que transcurrieron entre el primer y el segundo viaje a Trento, se pueden destacar los siguientes hechos:
Una visita pastoral durante la cual hizo hincapié en la necesidad de que los beneficiados permaneciesen en sus parroquias cumpliendo con las obligaciones del cargo. En este sentido obtuvo una real cédula por la que se mandaba a los beneficiados que no se ausentaran por más tiempo del que se les concediera en permiso bajo pena de pérdida del beneficio.
La Compañía de Jesús se estableció en Granada en 1554 y su noviciado de Andalucía se trasladó a la misma ciudad desde Sevilla en 1556, corriendo el arzobispo Guerrero con los gastos del mismo, establecido en unas casas ubicadas donde hoy se encuentra la iglesia de los santos Justo y Pastor y la Facultad de Derecho de la Universidad de Granada. La Compañía de Jesús fue el mejor instrumento de Pedro Guerrero para la evangelización de los moriscos. Por su parte San Ignacio de Loyola elogió la bondad y doctrina del arzobispo Guerrero.
Reformó el Colegio de Santa Catalina para estudiantes de Teología. Dio nuevas constituciones a la Universidad de Granada y en 1555 actuó como profesor en la misma, explicando las epístolas de san Pablo.
Suspendió a divinis a la ciudad de Granada por haber condenado a un fraile sin contar con el arzobispo y sin intervención de la jurisdicción eclesiástica, consiguiendo que los jueces acabaran aviniéndose a razones.
Impulsó las obras de la catedral y el 17 de agosto de 1561 trasladó el santísimo de la iglesia vieja a la nueva, que solo tenía terminada la capilla mayor.
Fue polémico un sermón que predicó en marzo de 1558, motivado porque una mujer que había sido solicitada carnalmente en confesión, fue obligada por un confesor jesuita con autorización del arzobispo a denunciar al confesor solicitante.
El papa Pablo IV promulgó el 18 de febrero de 1559 a solicitud del arzobispo Guerrero la bula Cum sicut nuper concediendo al tribunal de la Inquisición de Granada potestad sobre el delito de solicitación cometido por sacerdotes de aquella diócesis. Pío IV, también a solicitud del arzobispo Guerrero emitió el 16 de abril de 1561 la constitución Cum sicut nuper, que al comenzar con las mismas palabras que la bula lleva su mismo nombre, ampliando a toda España el poder de los inquisidores para proceder contra este tipo de delito. Este asunto dividió profundamente al clero granadino y trajo diversos problemas al propio arzobispo y a la iglesia que presidía.

##### Concilio provincial
Convocó un concilio provincial que se celebró a partir de 15 de septiembre de 1565 para tratar la aplicación de las reformas mandadas por Trento. Se inició el 16 de septiembre siguiente con asistencia de los obispos de Guadix, Melchor Álvarez de Vozmediano y de Almería, Antonio Corrionero de Babilafuente, así como del marqués de Carpio en representación del rey. A causa de que el cabildo se consideró agraviado por las constituciones de este concilio, estas no llegaron a hacerse públicas.

##### Rebelión de los moriscos
Durante los últimos años del pontificado de Pedro Guerrero tuvo lugar la rebelión de los moriscos. Parece que nunca llegó a comprenderlos ni a aceptarlos. Había mostrado preocupación por evangelizarlos, creando una «casa de la doctrina» en el Albaicín para enseñar catecismo a los moriscos, mandando predicar y enseñar catecismo en lengua árabe y formando a un grupo de muchachos procedentes de La Alpujarra y de la propia capital, para que ellos enseñaran a su vez a sus hermanos moriscos. En diversas ocasiones había tratado del tema con el papa y con Felipe II, mostrándose partidario de la expulsión y de la promulgación de diversas pragmáticas que prohibían a los moriscos el uso de su lengua, vestido y costumbres. Después de la guerra, apoyó a Pedro de Deza, presidente de la Real Chancillería, que también era partidario de la expulsión, y finalmente esta se llevó a cabo.

##### Últimos años
En los últimos años de su pontificado acometió la reconstrucción de las iglesias que habían sido destruidas durante la guerra.
En 1572 se celebró el primer sínodo diocesano de Granada, y sus constituciones, que recogían las del concilio provincial de 1565 y que estuvieron en vigor durante doscientos cincuenta años, fueron aprobadas el 17 de octubre del mismo año.
El 19 de agosto de 1575 realizó la última visita pastoral de su pontificado. Fue a La Alpujarra, que había quedado devastada por la guerra y estaba recién repoblada con cristianos viejos. Ayudó a la reconstrucción de sus iglesias y a dotarlas con ornamentos e imágenes. Nombró curas para las parroquias que habían quedado vacantes, bien por la muerte de sus beneficiados o por la huida de estos a causa de la rebelión.

## Final
Poco después de finalizar la visita pastoral a las parroquias de La Alpujarra, falleció en Granada el 3 de abril de 1576 a consecuencia de una enfermedad. Sus restos fueron sepultados en la capilla de Santa Ana de la catedral de Granada. La pretensión de los sobrinos del arzobispo de construir en esta capilla un mausoleo en su honor generó un conflicto con el cabildo, varios de cuyos miembros estimaban que previamente debían trasladarse a ese lugar los restos de los arzobispos predecesores.
Su muerte parece que fue muy sentida entre los pobres y viudas, que según Bermúdez de Pedraza ([1636] 1987: f256v), lloraban por sus alimentos, es decir, por las limosnas que dejaban de percibir. Sin embargo, mientras las instituciones, Acuerdo, Inquisición y Ayuntamiento, honraron al arzobispo con su presencia en las exequias, el clero, con el que el arzobispo Guerrero se había mostrado exigente y que entre otras cosas recordaba su actitud frente al secreto de confesión en los casos de delito de solicitación, guardó silencio.
El pontificado de Pedro Guerrero, próximo a los treinta años de duración, ha sido el más largo de la historia de la Iglesia de Granada.

## Honores
El tesorero de la catedral de Granada, sobrino del arzobispo y llamado igual que él, mandó construir en honor del arzobispo Guerrero una capilla en el lado del evangelio de la iglesia parroquial de Santa María la Blanca de Leza. Está separada de la única nave del templo por una destacable reja de hierro y chapa en cuya crestería puede verse un escudo de armas de Pedro Guerrero, realizado también en hierro. Igualmente en uno de los muros de la misma capilla hay otro escudo tallado en piedra. En uno de los dos pequeños retablos que hay en la capilla, cuelga un notable retrato en óleo sobre lienzo del estilo o propio de Pantoja de la Cruz.
Además de los dos citados en Leza, se pueden encontrar escudos de Pedro Guerrero en las iglesias de san Ildefonso y san Miguel Bajo de Granada, así como en las de Alhama de Granada, Guadahortuna, Íllora, san Gabriel de Loja y Montefrío.

## Sucesión
| Predecesor: Fernando Niño Zapata | 8º Arzobispo de Granada 20 de noviembre de 1546 – 3 de abril de 1576 | Sucesor: Juan Méndez de Salvatierra |